# 李瑞環
李瑞環（り ずいかん、簡体字：李瑞环、繁体字：李瑞環、英語：Li Ruihuan、発音：リー・ジュイホワン、1934年9月17日 - ）は、中華人民共和国の政治家。第6代中国人民政治協商会議主席、第13・14・15期中国共産党中央政治局常務委員などを務めた。

## 経歴
1934年9月17日に天津市宝坻県に誕生する。貧しい農家の出身の為大学に進学することができず、17歳で北京に出て就職した。当時の上司に木工技術を教わり、1951年に北京市第三建築公司の木工職人となった。
1958年に建国10周年祝賀の「北京十大建築物」の建設で、木工青年突撃隊長として人民大会堂の建築を担当。期間内完成に貢献したと称賛され、「全国労働模範」の称号を授与し、北京建築労働者業余学校の入学を許可された。1959年9月に中国共産党に入党した。
1965年から北京建築材料供給公司党委員会副書記、北京建築木材廠党総支部書記。途中文化大革命で迫害を受けたが、1971年に復活し、建築木材廠党委書記、市建築材料工業局党委副書記、北京市建築委員会副主任、市総工会副主任など北京市の建築事業に従事した。1979年に北京首都国際空港建設の任務に当たっていた際、内装を担当していた中央工芸美術学院の呉冠中から油絵を記念として贈呈されている。
1979年に中国共産主義青年団中央書記処書記となる。その仕事振りを胡啓立に評価され、胡が天津市長兼党委書記だった1981年に天津市副市長に抜擢される。翌1982年に胡が党中央弁公庁主任として北京に入ると、後任の天津市長に就任した。1987年8月には天津市党委書記を兼任し、胡啓立の立ち上げた市内の道路・水道などのインフラ整備に取り組んで評価された。1987年11月の第13期1中全会で中央政治局委員に昇格した。
1989年の第2次天安門事件で胡啓立（当時政治局常務委員）は趙紫陽総書記と共に失脚したが、李瑞環は鄧小平の強い推薦で第13期4中全会で政治局常務委員、中央書記処書記に任命され、それまで胡啓立が主管していた宣伝・文化など思想分野を担当した。常務委員から1度に2人の改革派を失い、総書記人事・経済政策などを保守派の陳雲・李先念に譲らざるを得ない状況で、唯一鄧小平の意向が通ったのが李瑞環の常務委員入りだった。
しかし、宣伝工作も陳雲を領袖とする保守派に握られており、鄧力群の流れを汲む王忍之中央宣伝部長や高狄人民日報社長と対立する。中央指導小組の組長ではあったが、宣伝部・新華社・人民日報・文化部・広播電視部・新聞出版署など宣伝工作の責任者は保守派の影響下にあった。特に人民日報で演説した際、「（天安門事件の）責任を学生や大衆に負わせることは出来ない」「主な責任は党中央が負うべきだが、趙紫陽に全て背負わせることも出来ない」「闘争だけでは問題は解決できない」と発言して高狄は人民日報に干渉する権利は無いと猛反発し、李瑞環は宣伝担当の常務委員である自分にはその権利があると反論したが、人民日報は天安門事件の件を削除し、李瑞環の発言が「闘争のみが問題を解決する」と改竄されることもあった。
1992年6月に李先念全国政治協商会議主席の死去により、後任の主席に就任した。
2002年11月の第16回党大会では、内規の引退年齢70歳以下のため、常務委員再選も予想されていたが、江沢民総書記・李鵬元総理・朱鎔基総理らと共に中央委員を退任する。2003年3月の全国政治協商会議で2期10年を勤めた主席から退任し、政界から引退した。
2007年に第17回党大会を前に68歳の曽慶紅政治局常務委員に対して引退を求める声が党の長老から続出した。その先鋒になったのが、2002年の党大会で同じく68歳ながら政治局常務委員を退いた李瑞環で、曽が李の引退を画策したことに対する報復と見られる。

## 逸話
- 1986年から1987年頃に、旧知の卓球世界チャンピオンの荘則棟から日本人女性との結婚を中国政府に許可してもらえるように力を貸してほしいと頼まれ、胡耀邦総書記とともに鄧小平の許可を得ようと尽力した[4]。

- 1996年から原稿料などを天津市の高校や貧困で悩む大学生への奨学金として渡すなど、熱心に寄付を続けている。